# Magnús Ingi Helgason
Magnús Ingi Helgason (* 5. April 1980) ist ein isländischer Badmintonspieler.

## Karriere
Magnús Ingi Helgason gewann in Island fünf Juniorentitel, bevor er 2005 erstmals nationaler Meister der Erwachsenen wurde. Bis 2011 folgten elf weitere Meistertitel. 2008 gewann er die Slovak International und die Cyprus International.

## Sportliche Erfolge
| Saison | Veranstaltung                              | Disziplin    | Platz | Name                                              |
| ------ | ------------------------------------------ | ------------ | ----- | ------------------------------------------------- |
| 1997   | Island: Einzelmeisterschaften der Junioren | Mixed        | 1     | Magnús Ingi Helgason / Erla Björg Hafsteinsdottir |
| 1998   | Island: Einzelmeisterschaften der Junioren | Mixed        | 1     | Magnús Ingi Helgason / Katrín Atladóttir          |
| 1998   | Island: Einzelmeisterschaften der Junioren | Herrendoppel | 1     | Ingólfur Ingólfsson / Magnús Ingi Helgason        |
| 1999   | Island: Einzelmeisterschaften der Junioren | Herreneinzel | 1     | Magnús Ingi Helgason                              |
| 1999   | Island: Einzelmeisterschaften der Junioren | Herrendoppel | 1     | Ingólfur Ingólfsson / Magnús Ingi Helgason        |
| 2005   | Island: Einzelmeisterschaften              | Mixed        | 1     | Magnús Ingi Helgason / Tinna Helgadóttir          |
| 2007   | Island: Einzelmeisterschaften              | Herrendoppel | 1     | Magnús Ingi Helgason / Helgi Jóhannesson          |
| 2007   | Island: Einzelmeisterschaften              | Herreneinzel | 1     | Magnús Ingi Helgason                              |
| 2008   | Island: Einzelmeisterschaften              | Herrendoppel | 1     | Magnús Ingi Helgason / Helgi Jóhannesson          |
| 2008   | Island: Einzelmeisterschaften              | Mixed        | 1     | Magnús Ingi Helgason / Tinna Helgadóttir          |
| 2008   | Slovak International                       | Herrendoppel | 1     | Magnús Ingi Helgason / Helgi Jóhannesson          |
| 2008   | Cyprus International                       | Herrendoppel | 1     | Magnús Ingi Helgason / Helgi Jóhannesson          |
| 2009   | Island: Einzelmeisterschaften              | Herrendoppel | 1     | Magnús Ingi Helgason / Helgi Jóhannesson          |
| 2009   | Island: Einzelmeisterschaften              | Mixed        | 1     | Magnús Ingi Helgason / Tinna Helgadóttir          |
| 2010   | Island: Einzelmeisterschaften              | Mixed        | 1     | Magnús Ingi Helgason / Tinna Helgadóttir          |
| 2010   | Island: Einzelmeisterschaften              | Herrendoppel | 1     | Magnús Ingi Helgason / Helgi Jóhannesson          |
| 2011   | Island: Einzelmeisterschaften              | Herrendoppel | 1     | Magnús Ingi Helgason / Helgi Jóhannesson          |
| 2011   | Island: Einzelmeisterschaften              | Mixed        | 1     | Magnús Ingi Helgason / Tinna Helgadottir          |
| 2011   | Island: Einzelmeisterschaften              | Herreneinzel | 1     | Magnús Ingi Helgason                              |